# Gail McIntyre
Gail Rodwell-McIntyre (apellido de soltera Potter; previamente: Tilsley, Platt y Hillman), es un personaje ficticio de la serie de televisión británica Coronation Street, interpretada por la actriz Helen Worth desde el 29 de julio de 1974 hasta ahora.